# Desa Prapag Lor (administrativ by i Indonesien, lat -6,81, long 108,86)
Desa Prapag Lor är en administrativ by i Indonesien.   Den ligger i provinsen Jawa Tengah, i den västra delen av landet, 230 km öster om huvudstaden Jakarta.